# Purine nucléoside phosphorylase
La purine nucléoside phosphorylase (PNP) est une glycosyltransférase qui catalyse les réactions :
1. ribonucléoside à purine + phosphate  {\displaystyle \rightleftharpoons }  purine + α-D-ribose-1-phosphate ;
2. désoxyribonucléoside à purine + phosphate  {\displaystyle \rightleftharpoons }  purine + 2-désoxy-α-D-ribose-1-phosphate.

Cette enzyme intervient dans le métabolisme des purines, permettant de cliver l'adénosine en adénine, de l'inosine en hypoxanthine et de la guanosine en guanine avec à chaque fois libération de ribose-1-phosphate. C'est l'une des enzymes de la voie de sauvetage des nucléotides. Ces voies métaboliques permettent de produire des nucléotides monophosphates lorsque la voie de novo est interrompue ou absente (c'est notamment le cas dans le cerveau).

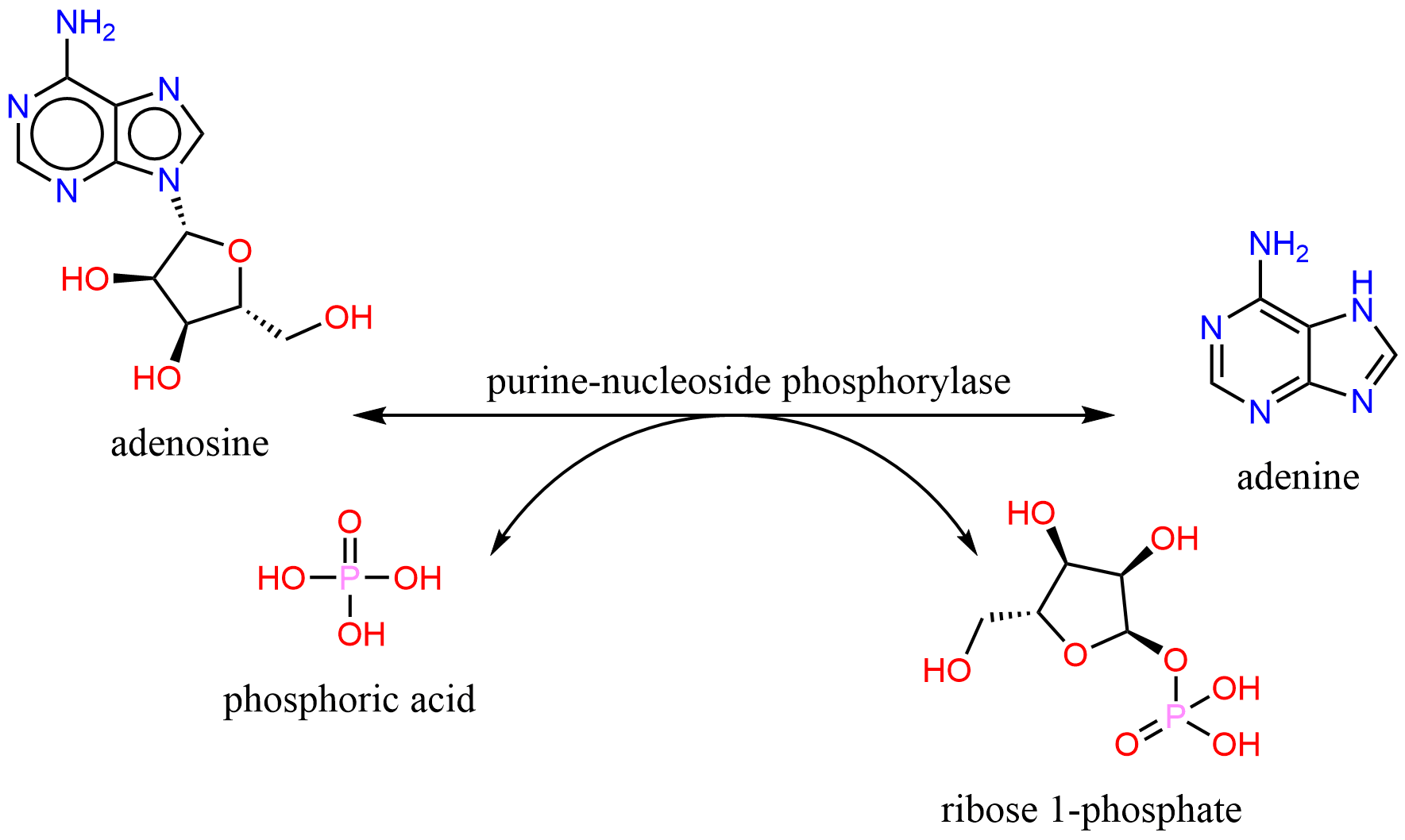
Formation d'adénine.